# 半岛晨报
《半岛晨报》是在大连出版发行的一份省级都市类日报，由辽宁日报传媒集团创办，1998年1月1日正式创刊。主要发行范围是大连全市（包括北三市及长海县）。初期4开8版，后扩展到日均4开72版（目前周一至周五16版，周六日节假日8版），日均发行量40万份以上，资产总额超过亿元人民币，年广告收入达2亿元。报社地址位于西岗区长春路360号（新起屯），现任社长崔捷，总编辑王润福。 
该报同时还开展二手房中介、物流配送、便民服务等方面的业务。
该报自称在大连媒体开创了多个第一：第一个每周推出深度新闻调查的大连地区纸面媒体；第一个将众多政府部门及各行各业名人请进热线直播间的媒体；第一个创立地产、汽车等行业专刊并组织公益活动的媒体；第一个自办发行、送报上楼的媒体；首家实现报网互动的主流媒体；大连平面媒体中经济运行质量最好的媒体之一。
2007年12月21日19时58分，《半岛晨报》新闻门户网站“海力网”正式开通，网站除新闻报道及电子版报纸外还设有网上社区。

## 理念
- 战略：和谐理性、可持续发展
- 定位：市场报、市民报、地域报
- 宗旨：离事实最近、离百姓最近
- 己任：办大连最好的都市报
- 经营管理思路：科学规划，宏观调控，以人为本，注重细节

## 荣誉
- 作为大连唯一入选媒体，获得大连市政府举办的“2003年市民喜爱的商标（品牌）”第一名。
- 2004年6月，在国家新闻出版署主办的首届“中国报业竞争力年会”上，获全国都市类报纸综合竞争能力20强评比第十四名。
- 2007年1月21日，由新闻出版总署主办的“第二届传媒创新年会”上，《半岛晨报》获评“十大最具传播力创新都市报”[2]。